# Mikhaél Pszellosz

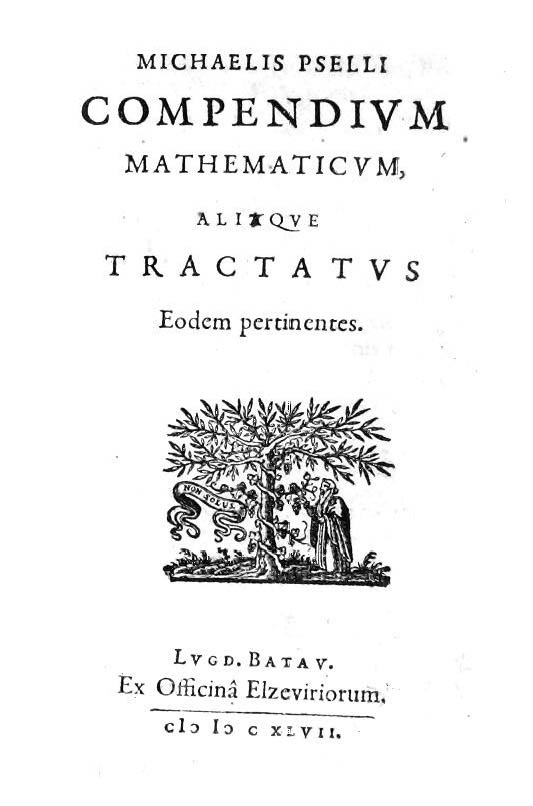
Compendium mathematicum, 1647

Mikhaél Pszellosz (Μιχαήλ Ψελλός, Mihaíl Pszelósz, Mikhaēl Psellos, 1017/1018 körül – 1078?) bizánci politikus, történetíró, filozófus és szerzetes. Születésének és halálának pontos időpontja tisztázatlan. 1017-ben vagy 1018-ban született a birodalom fővárosában, Konstantinápolyban. Valószínűleg 1078-ban halt meg, bár tartja magát a nézet, hogy egészen 1096-ig életben volt. Pszellosz életének legfőbb forrása a saját munkássága, mivel művei széleskörűen tartalmaznak önéletrajzi elemeket.

## Életrajz és politikai pályafutás
Pszellosz születésének időszaka a bizánci hatalom kibontakozásának csúcspontja. Ekkoriban a birodalom Európa és a Közel- Kelet legnagyobb, legerősebb és legjobban szervezett állama. II. Baszileiosz császár (976–1025) jogara alatt egyesült területek a Dunától Libanonig, Nápolytól a Kaszpi-tengerig érnek. Az a politikai stabilitás, amit Bizánc a Makedón-dinasztia császárai alatt élvezett teremtette meg az alapot főváros kulturális virágzásának. 
Pszellosz családja – a saját elmondása alapján – Nikomédiából származik és számos felmenője tagja volt a megelőző korok társadalmi és politikai elitjeinek. Születésekor Konsztantinnak keresztelték, a Mikhaél nevet kolostorba vonulásakor választotta élete későbbi szakaszában.
Pszellosz Konstantinápolyban kezdte meg tanulmányait, azonban körülbelül 10 éves korában dolgozni kényszerült. Egy vidéki bíróságon tevékenykedett, hogy segítse a családot testvére hozományának kiállításában. Testvére halálát követően azonban, munkahelyét elhagyva visszatért tanulmányaihoz a fővárosba. Ezekben az években találkozott a későbbi pátriárkával Kónsztantinosz Leikhudésszel és a későbbi császárral X. Kónsztantinosz Dukásszal.
Tanulmányai végeztével egy ideig a provinciákban dolgozott bíróként, majd valamivel 1042 előtt ismét visszatért Konstantinápolyba, ahol a császári kancellárián helyezkedett el. Innentől datálható gyors politikai felemelkedése, ugyanis befolyásos politikai tanácsadója lett IX. Kónsztantinosz Monomakhosz (1042-1055) császárnak. Ugyanebben az időszakban lett a vezető tanára az újonnan alapított Konstantinápolyi Egyetemnek, és elnyerte a “Filozófusok Konzulja” tiszteletbeli címet.
Monomakhosz uralkodásának vége felé Pszellosz valamiféle politikai nyomásnak engedve, úgy döntött elhagyja a császári udvart és 1054-ben belépett a bithyniai Olümposz-monostorba. Monomakhosz halála után meglehetősen hamar Theódora császárnő (1055-1056) visszahívta udvari szolgálatba. A következő években politikailag aktív maradt, magas rangú tanácsadóként szolgálva az egymást követő császárokat, a birodalmat. Döntő szerepet játszott a politikai átmenet folyamán VI. Mikhaél és I. Komnénosz Iszaakiosz között 1057-ben; majd I. Komnénosz és X. Kónsztantinosz Dukász között 1059-ben; végül pedig IV. Rómanosz Diogenész és VII. Mikhaél Dukás között 1071-ben. 
Kitekintésként fontos megemlíteni, hogy 1071-ben szenvedte el Bizánc történetének egyik legnagyobb vereségét, amelynek következményei rendkívül súlyosak voltak. A Rómanosz által vezetett birodalmi hadsereg az örményországi Manzikertnél katasztrofális vereséget szenvedett a térséget lerohanó szeldzsuk törököktől. A császár fogságba esett, és Bizánc örökre elveszítette keleti tartományait.
1070. második felétől már nincsen semmiféle információ Pszellosz politikai szerepéről, ugyanis önéletrajzi feljegyzései megszűnnek ettől a ponttól, és csak nagyon kevés megbízható információ van utolsó éveiről. Néhány történelemtudós úgy véli, hogy ekkoriban ismételten kolostorba kellett vonulnia.
Halálának időpontjáról sincsen konszenzus. Egyesek szerint 1078-ban hunyt el VII. Mikhaél bukását követően, más források későbbre datálják halálát. Ismert viszont bulgáriai Theophülaktosz által Pszellosz testvérének írt levele, amiben vigasztalásként ezt írja: „A testvéred nem halt meg, csak Istenhez szólítatott megszabadulván minden fájdalomtól és betegségtől.”

## Történetírói munkássága és személyisége
Pszellosz vélhetően legismertebb és leginkább hozzáférhető munkája a Khronographia. Ez egy 14 uralkodó regnálását feldolgozó történeti mű, amely II. Baszileiosztól VII. Mikhaél uralkodásáig fogja össze a császárok és császárnők életét. Szerkezetét tekintve főként életrajzok gyűjteménye, amely sok korabeli történeti munkától eltérően, különös hangsúlyt fektet az érintett jellemek ábrázolására. Részletes képet ad továbbá, maga Pszellosz politikai és intellektuális tevékenységéről is.
Pszelloszt sokoldalú és univerzális műveltségének köszönhetően kora egyik legműveltebb emberének tartották.  Büszke volt arra, hogy egymaga hozta vissza a bizánci tudományos életbe az antik filozófiát, különösképpen Platónt. A különböző pogány, főként neoplatonikus filozófusok iránt érzett tisztelete azonban odavezetett, hogy kortársai szemében megkérdőjeleződött az ortodox kereszténység iránti elkötelezettsége. Végül pedig rákényszerült, hogy hitbéli nyilatkozatot tegyen saját védelmében. Büszke volt továbbá retorikai képességére, ami filozófiai műveltséggel és nagy meggyőzőerővel párosult. Ezek a képességek tették őt a mintaszerű politikai vezetővé és tanácsadóvá. Kritikusai szerint azonban Pszellosz valójában nagyravágyó volt és hiú, történeti munkásságát részlehajlás, politikai tevékenységét pedig opportunizmus jellemezte. 
Mások véleménye szerint Pszellosz munkáiban tetten érhető egy igen erőteljes ironikus karakter. Ez főként a Kronographiában figyelhető meg, ahol bár bújtatottan, de mégis erőteljesen kritizálja a császárokat és a bizánci keresztény hiedelmeket és erkölcsiséget.
Mint ahogy korábban már szó volt róla komoly aggodalmakat vetett fel Pszellosz ortodoxia iránti elkötelezettsége. A bizantinológus Anthony Kaldellis szerint, például 1054-ben egy hajdani barátja, a jövőbeni pátriárka Ióannész Xiphilinosz vádolta meg azzal, hogy elhagyta a kereszténységet Platón kedvéért. De még ennél is erősebb gyanú merült fel Pszellosz tanítványával Ióannész Italosszal kapcsolatban, aki Pszelloszt követte a „Filozófusok Konzuljaként”. Italoszt nyilvánosan azzal vádolták, hogy olyan hellenista tanokat közvetít, mint a metafizika vagy a világ örökkévalósága. Kétszer jelentették fel, mindkétszer bevallotta és visszavonta “bűnös” tanításait.
Georg Ostrogorsky történész, bizantinológus szerint Mikhaél Pszellosz korának legmeghatározóbb politikai személyisége volt. Annak ellenére, hogy tevékenységének évtizedei Bizánc politikai és katonai hanyatlásával estek egybe, nehéz nem elismerően nyilatkozni működéséről, mivel az nagyban hozzájárult a főváros kulturális virágzásához, melynek fénye még egyszer utoljára beragyogta Európát és a mediterrániumot. 

## Művei magyarul
- részletek történeti művéből INː (szerk.) Simon Róbert – Székely Magda – Dimitriosz Hadziszː A bizánci irodalom kistükre, Európa Könyvkiadó, Budapest, 1974, ISBN 963-07-0345-9, 149–153. p
- Egy gonosz szerzetes ellen INː A bizánci irodalom kistükre, 373–375. p
- Levél urához INː A bizánci irodalom kistükre, 416–418. p
- Leírás INː A bizánci irodalom kistükre, 418–420. p
- Platónról INː A bizánci irodalom kistükre, 686–689. p